# Lista rodzajów storczykowatych
Lista przedstawia rodzaje roślin z rodziny storczykowatych (Orchidaceae). Pierwotna wersja oparta była na liście The Families of Flowering Plants L. Watsona i M.J. Dallwitza. Była następnie aktualizowana na podstawie bieżących publikacji w Orchid Research Newsletter, wydawanego dwukrotnie w roku przez Royal Botanic Gardens w Kew. Na bieżąco aktualizowane listy gatunków z rodziny storczykowatych zestawiane są na stronach World Checklist of Selected Plnt Families oraz e-monocot.org: Orchidaceae Juss. publikowanych przez Royal Botanic Gardens w Kew. Zweryfikowane nazwy rodzajowe storczykowatych zestawiane są także na stronie The Plant List tworzonej przez konsorcjum najaktywniejszych w badaniach taksonomicznych ogrodów botanicznych świata i innych instytucji zajmujących się taksonomia roślin.
Taksonomia ulega ciągłym zmianom i przekształceniom, adekwatnie do rozwoju wiedzy o relacjach filogenetycznych roślin, w ostatnich latach głównie poprzez wykorzystanie badań DNA. Storczyki były tradycyjnie w dawniejszych publikacjach klasyfikowane głównie w oparciu o podobieństwa morfologiczne (strukturę kwiatów oraz innych części roślin). Intensywne w minionych latach zmiany w klasyfikacji i nomenklaturze napędzane są poprzez badania DNA oraz przez ponowne badanie okazów zielnikowych. Doprowadziło to do zmniejszenia liczby rodzajów i gatunków oraz reorganizacji podrodzin, plemion oraz subplemion. Taksonomia storczykowatych jest ciągle rozwijana i badana. Każdego roku jest odkrywanych około 150 nowych gatunków. Lista samych rodzajów liczy w 2013 roku prawie tysiąc.
Z kladystycznego punktu widzenia rodzina storczykowatych uważana jest za monofiletyczną, to znaczy, że wszyscy jej przedstawiciele pochodzą od jednego przodka.

## Podrodziny
Wyróżnianych jest pięć podrodzin:
- Apostasioideae
- Cypripedioideae – obuwikowe
- Epidendroideae – epidendronowe
- Orchidoideae – storczykowe
- Vanilloideae – waniliowe

## Rodzaje

### A
- Aa Rchb.
- Abdominea Smith
- Acacallis Lindl.
- Acampe Lindl.
- Acanthephippium Blume
- Aceras R.Br.
- Aceratorchis Schltr.
- Acianthera Scheidw.
- Acianthus R.Brown
- Acineta Lindl.
- Acostaea Schltr.
- Acriopsis Blume
- Acrochaene Lindl.
- Acrolophia Pfitzer
- Acrorchis R.L. Dressler
- Ada Lindl.
- Adamantinia Van den Berg & C.N.Gonç
- Adenochilus  Hook.f.
- Adenoncos  Blume
- Adrorhizon J.D. Hooker
- Aerangis Rchb. f.
- Aeranthes Lindl.
- Aerides Lour.
- Aganisia Lindl.
- Aglossorrhyncha  Schltr.
- Agrostophyllum Blume
- Alamania  Lex.
- Alatiliparis Marg. & Szlach.
- Altensteinia Kunth
- Ambrella H.Perrier
- Amerorchis Hultén
- Amesiella  Schltr. ex Garay
- Amitostigma Schltr.
- Amparoa  Schltr.
- Amphigena  Rolfe
- Anacamptis Rich
- Anacheilium Withner & P.A.Harding
- Anaphorkis Bourdon, M.F.Bourdon & J.M.H.Shaw (Ansellia× Graphorkis)
- Anathallis  Barb.Rodr.
- Ancipitia  (Luer) Luer
- Ancistrochilus Rolfe
- Ancistrorhynchus Finet
- Andreettara J.M.H.Shaw (Cochlioda × Miltonia × Odontoglossum)
- Androcorys Schltr.
- Angraecopsis Kraenzl.
- Angraecum Bory
- Anguloa  Ruiz et Pav.
- Ania Lindl.
- Anoectochilus Blume
- Ansellia Lindl.
- Anteriorchis E.Klein & Strack
- Anthogonium  Wall. ex Lindl.
- Anthosiphon  Schltr.
- Antilla (Luer) Luer
- Antillanorchis (C.Wright ex Griseb.) Garay
- Aorchis Verm.
- Aphyllorchis Blume
- Aplectrum Nuttall
- Apoda-prorepentia (Luer) Luer
- Aporostylis Rupp & Hatch
- Aporum Blume
- Apostasia Blume
- Appendicula  Blume
- Aracamunia  Carnevali & I.Ramírez
- Arachnis Blume
- Arachnites  F.W.Schmidt
- Archineottia S.C.Chen
- Areldia  Luer
- Arethusa L.
- Armodorum  Breda
- Arnottia  A.Rich.
- Arpophyllum  Lex.
- Arthrochilus  F.Muell.
- Artorima Dressler & G.E.Pollard
- Arundina Blume
- Ascidieria  Seidenf.
- Ascocentrum Schlechter
- Ascochilopsis  Carr
- Ascochilus  Ridl.
- Ascoglossum  Schltr.
- Ascolabium  S.S.Ying
- Aspasia Lindl.
- Aspidogyne  Garay
- Atopoglossum  Luer
- Aulosepalum  Garay
- Auxopus  Schltr.
- Azadehdelia Braem

### B
- Baptistonia Barb. Rodr.
- Barbosella Schltr.
- Barbrodria Luer
- Barkeria Knowles & Westc.
- Barlia Parl.
- Bartholina R.Br.
- Basigyne J.J.Sm.
- Basiphyllaea Schltr.
- Baskervilla Lindl.
- Batemannia Lindl.
- Beclardia A.Rich.
- Beloglottis Schltr.
- Benthamia A.Rich.
- Benzingia Dodson
- Biermannia King & Pantl.
- Bifrenaria Lindl.
- Binotia Rolfe
- Bipinnula Comm. ex Juss.
- Bletia Ruiz and Pavon
- Bletilla Rchb.F.
- Bogoria J.J.Sm.
- Bolbidium (Lindl.) Lindl.
- Bollea Rchb.F.
- Bolusiella Schltr.
- Bonatea Willd.
- Bonniera Cordem.
- Brachionidium Lindl.
- Brachtia Rchb.f.
- Brachycorythis Lindl.
- Brachypeza Garay
- Brachystele Schltr.
- Bracisepalum J.J.Sm.
- Braemia Jenny
- Brassavola R.Br.
- Brassia R.Br.
- Brenesia Schltr.
- Briegeria Senghas
- Bromheadia Lindl.
- Broughtonia R.Br.
- Brownleea Harv. ex Lindl.
- Buchtienia Schltr.
- Bulbophyllum Thouars
- Bulleyia Schltr.
- Burnettia Lindl.
- Burnsbaloghia Szlach.

### C
- Cadetia Gaudich.
- Caladenia R.Br.

- Calanthe R.Br.
- Caleana R.Br.
- Callostylis Blume
- Calochilus R.Br.
- Calopogon R.Br.
- Caluera Dodson & Determann
- Calymmanthera Schltr.
- Calypso Salisb.
- Calyptrochilum Kraenzl.
- Campanulorchis Brieger
- Campylocentrum Benth.
- Capanemia Barb.Rodr.
- Cardiochilus J. E. Cribbs
- Catasetum ex Kunth

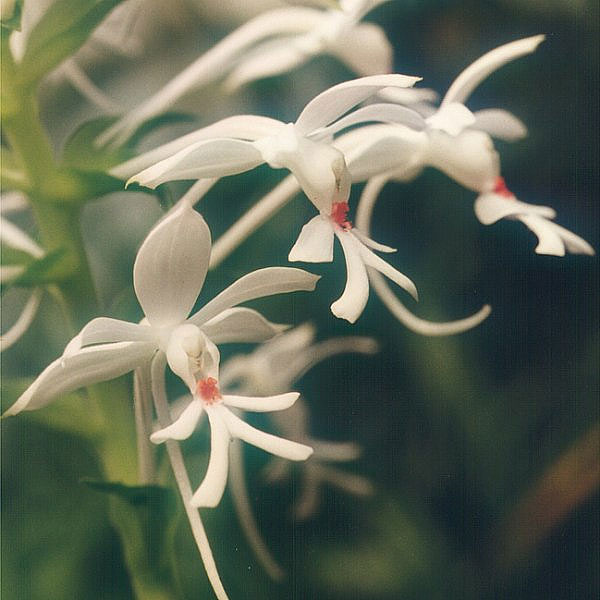
Calanthe triplicata

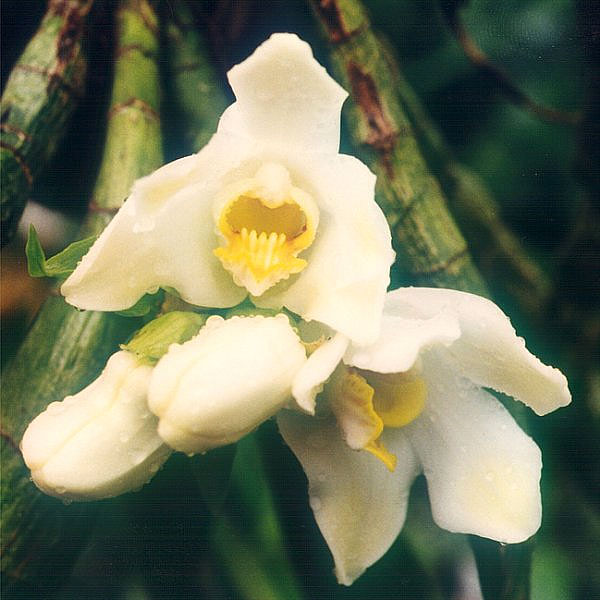
Chysis bractescens

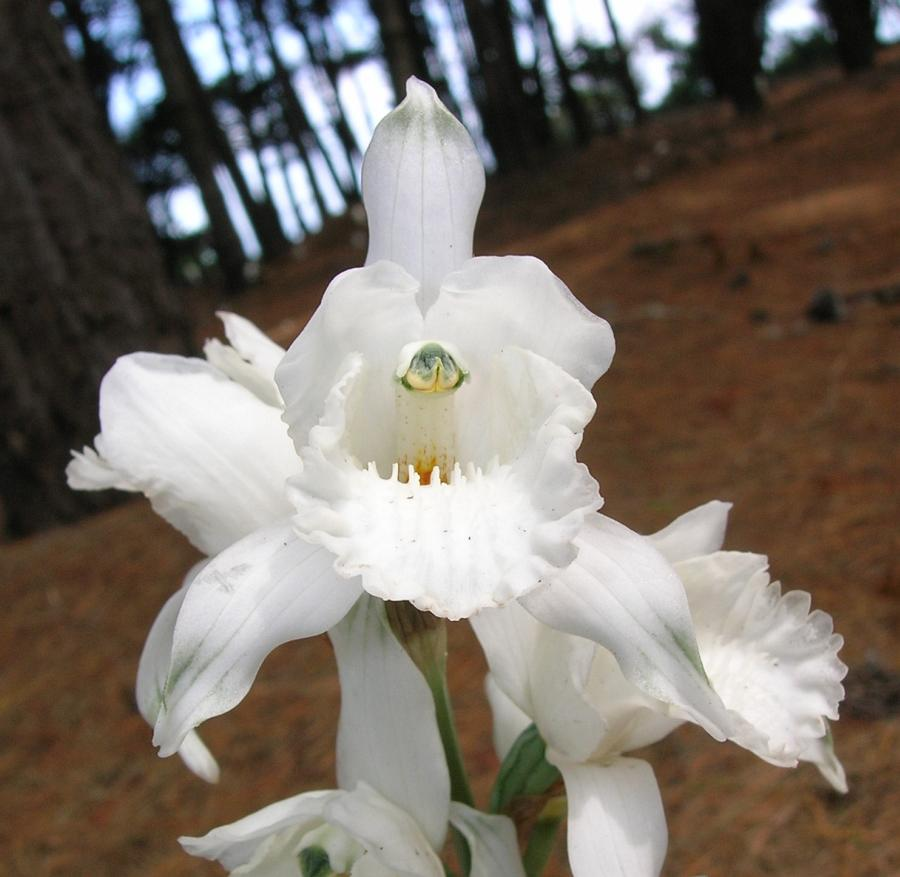
Chloraea crispa

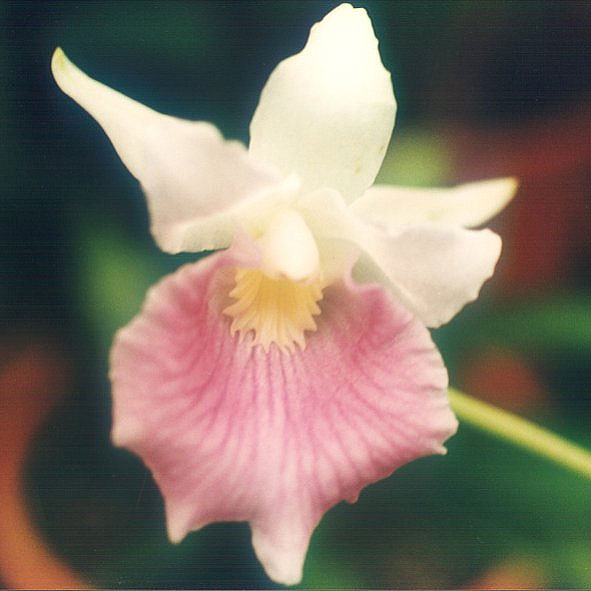
Cochleanthes amazonica

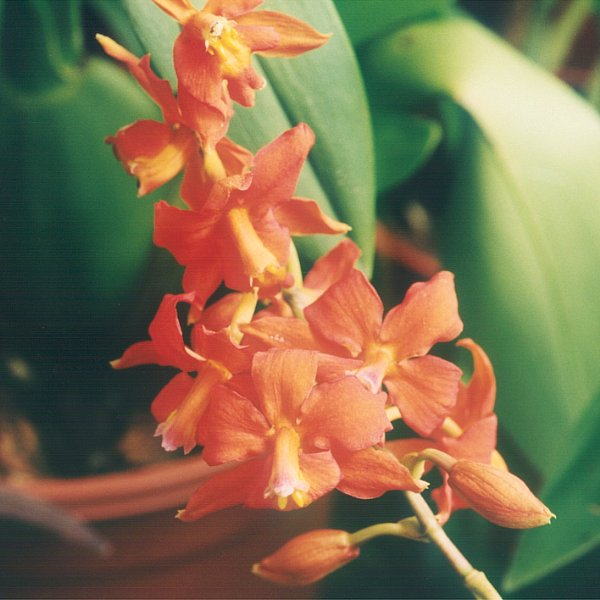
Cochlioda noezliana

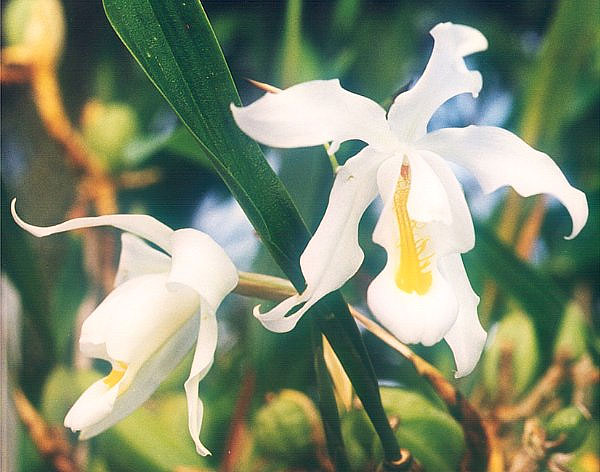
Coelogyne cristata

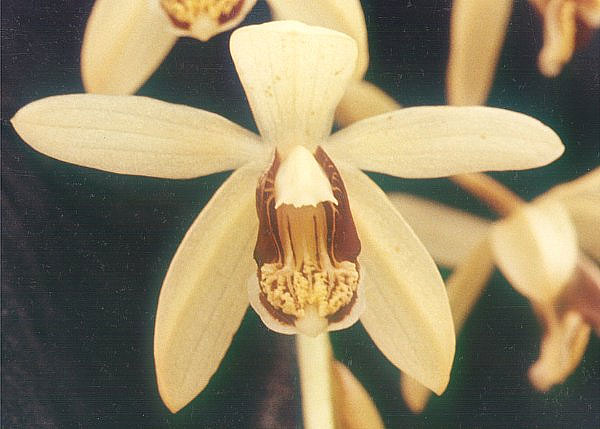
Coelogyne tomentosa

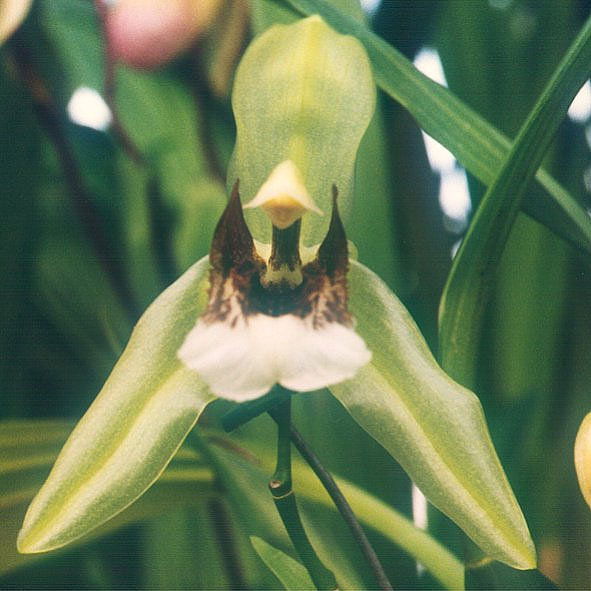
Coelogyne speciosa

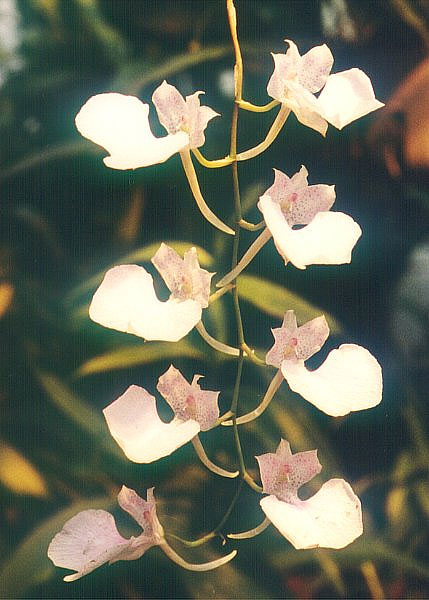
Comparettia macroplectrum

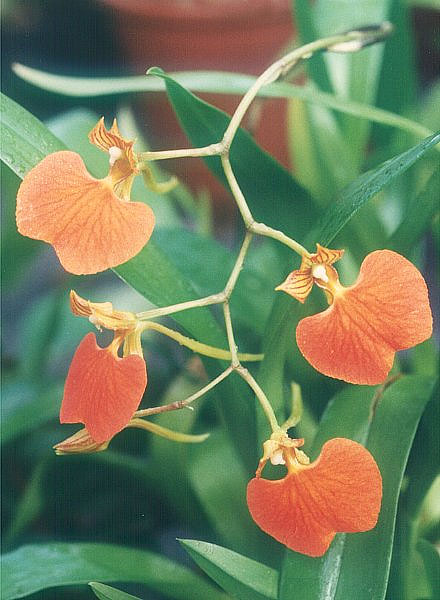
Comparettia speciosa

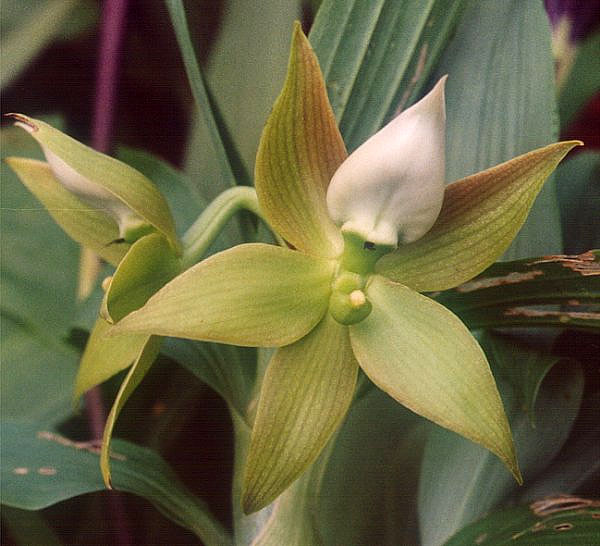
Cycnoches peruviana

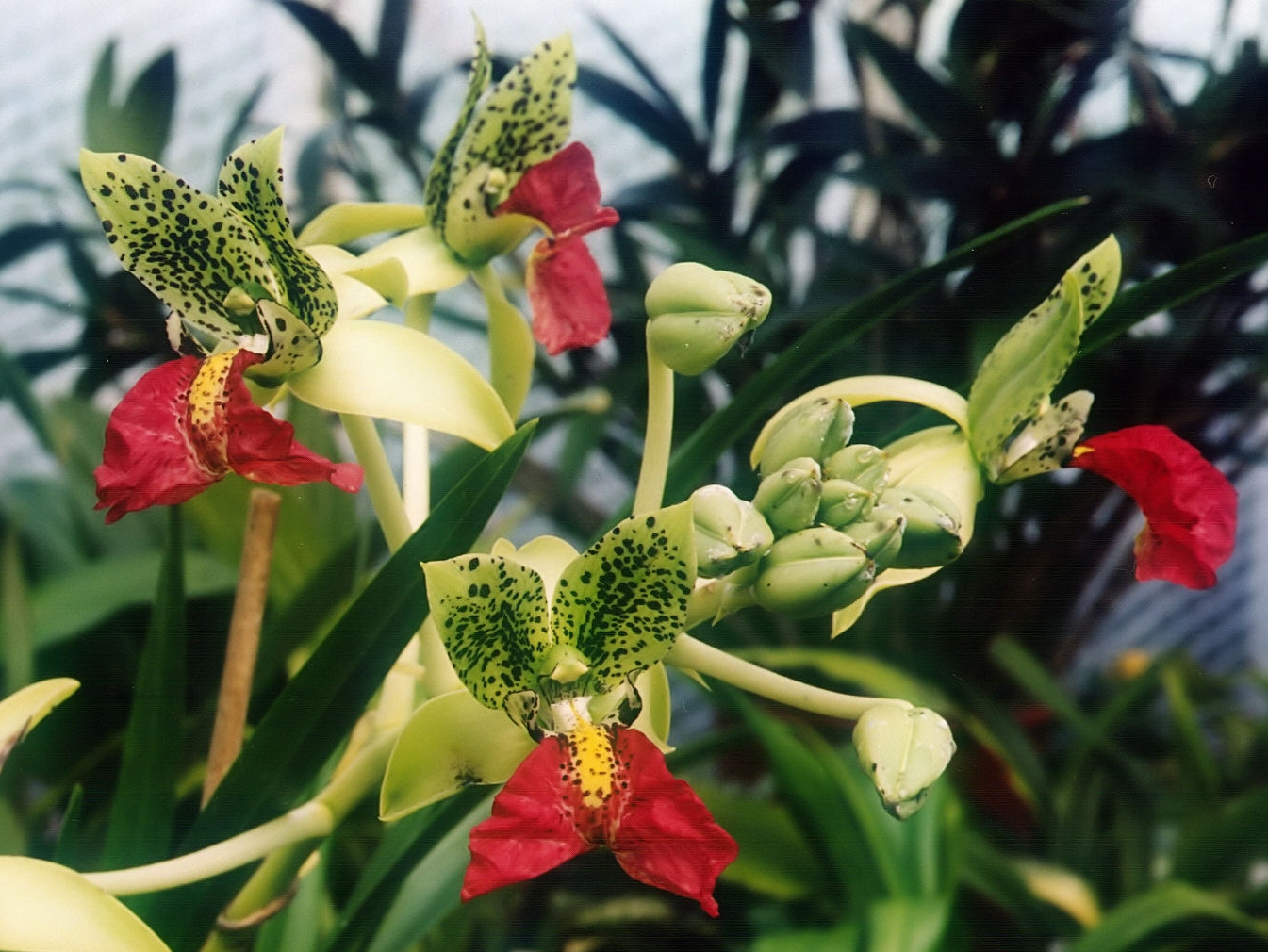
Cymbidiella pardalina

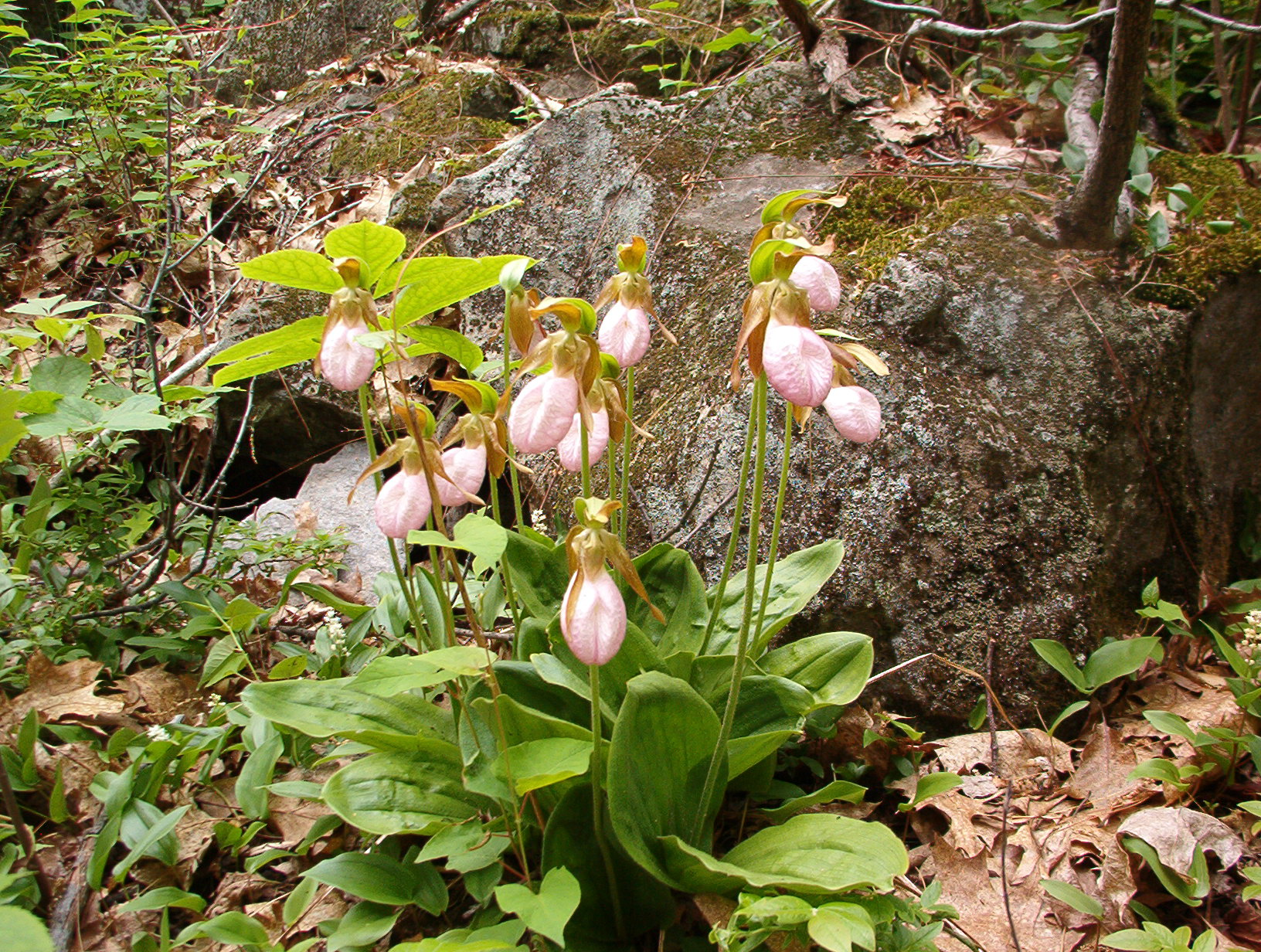
Cypripedium acaule

- ×Catcylaelia J.M.H.Shaw (Cattleya × Encyclia × Laelia)
- Cattleya Lindl.
- Cattleyella Van den Berg & M.W.Chase
- Cattleyopsis Lemaire
- ×Catyclia J.M.H.Shaw (Cattleya × Encyclia)
- Caucaea Schltr.
- Caularthron Raf.
- ×Caultonia Griffits & J.M.H.Shaw (Broughtonia × Caularthron)
- Centroglossa Barb.Rodr.
- Centrostigma Schltr.
- Cephalanthera Rich.
- Cephalantheropsis Guillaumin
- Ceraia Lour.
- Ceratandra Lindl.
- Ceratocentron Senghas
- Ceratochilus Lindl. ex G.Lodd.
- Ceratostylis Blume
- ×Chadwickara G.Monnier & J.M.H.Shaw (Pabstia × Zygopetalum × Zygosepalum)
- Chamaeangis Schltr.
- Chamaeanthus Ule
- Chamaegastrodia Makino & F.Maek.
- Chamelophyton Garay
- Chamorchis Rich.
- Changnienia S.S.Chien
- Chaseella Summerh.
- Chaubardia Rchb.f.
- Chaubardiella Garay
- Chauliodon Summerh.
- Cheiradenia Lindl.
- Cheirostylis Blume
- Chelonistele Pfitzer
- Chelyorchis Dressler & N.H.Williams
- ×Chelyopsis J.M.H.Shaw (Psychopsis Raf. × Chelyorchis Dressler & N.H.Williams)
- Chiloglottis R.Br.
- Chilopogon Schltr.
- Chiloschista Lindl.
- Chiloterus D.L.Jones & M.A.Clem.
- Chitonanthera Schltr.
- Chitonochilus Schltr.
- Chloraea Lindl.
- Chondradenia Maxim. ex F.Maek.
- Chondrorhyncha Lindl.
- Chroniochilus J.J.Sm.
- Chrysocycnis Linden & Rchb.f.
- Chrysoglossum Blume
- Chusua Nevski
- Chysis Lindl.
- Chytroglossa Rchb.f.
- Cirrhaea Lindl.
- Cirrhopetalum Lindl.
- Cischweinfia Dressler & N.H.Williams
- Claderia Hook.f.
- Cleisocentron Brühl
- Cleisomeria Lindl. ex G.Don
- Cleisostoma Blume
- Cleistes Rich. ex Lindl.
- Clematepistephium N.Hallé
- Clowesia Lindl.
- Coccineorchis Schltr.
- Cochleanthes Raf.
- Cochlioda Lindl.
- Cocleorchis Szlach.
- Codonorchis Lindl.
- Codonosiphon Schltr.
- Coelia Lindl.
- Coeliopsis Rchb.f.
- Coeloglossum Lindl.
- Coelogyne Lindl.
- Coilochilus Schltr.
- Coilostylis Withner & P.A.Harding
- Collabium Blume
- Colombiana Ospina
- Comparettia Poepp. & Endl.
- ×Compelenzia (Comparettia × Rodriguezia × Zelenkoa)
- Comperia K.Koch
- ×Comptoglossum (Himantoglossum Spreng. × Comperia K.Koch)
- Conchidium Griff.
- Condylago Leur
- Constantia Barb.Rodr.
- Corallorrhiza (Haller) Chatelaine
- Cordiglottis Châtel.
- Corunastylis Fitzg.
- Coryanthes Hook
- Corybas Salisb.
- Corycium Sw.
- Corymborkis Thouars
- Corysanthes R.Br.
- Cottonia Wight
- Cotylolabium Garay
- Cranichis Sw.
- Cremastra Lindl.
- Cribbia Senghas
- Crocodeilanthe Rchb.f. & Warsz.
- Crossoglossa Dressler & Dodson
- Cryptarrhena R.Br.
- Cryptocentrum Benth.
- Cryptochilus Wall.
- Cryptopus Lindl.
- Cryptopylos Garay
- Cryptostylis R.Br.
- Cucumeria Luer
- Cuitlauzina Lex.
- Cyanaeorchis Barb.Rodr.
- Cyanicula Hopper & A.P.Br.
- ×Cyanthera Hopper & A.P.Br.
- Cybebus Garay
- Cyclopogon C.Presl
- Cycnoches Lindl.
- Cylindrolobus Blume
- Cymbidiella Rolfe
- Cymbidium Sw.
- Cymboglossum (J.J.Sm.) Brieger
- Cynorkis Thouars
- Cyphochilus Schltr.
- Cypholoron Dodson & Dressler
- Cypripedium L.
- Cyrtidiorchis Rauschert
- Cyrtochilum Kunth
- Cyrtopodium R.Br.
- Cyrtorchis Schltr.
- Cyrtosia Blume
- Cyrtostylis R.Br.
- Cystorchis Blume

### D
- Dactylorchis (Klinge) Verm.
- Dactylorhiza Neck. ex Nevski
- Dactylorhynchus Schltr.
- Dactylostalix Rchb.f.
- Degranvillea Determann
- Deiregyne Schltr.
- Demorchis D.L.Jones & M.A.Clem.
- Dendrobium Sw.
- Dendrochilum Blume
- Dendrophylax Rchb.f.
- Devogelia Schuit.
- Diadenium Poepp. & Endl.
- Diaphananthe Schltr.
- Diceratostele Summerh.
- Dicerostylis Blume
- Dichaea Lindl.
- Dichromanthus Garay
- Dickasonia L.O.Williams
- Dictyophyllaria Garay
- Didactylus Luer
- Didiciea King & Prain
- Didymoplexiella Garay
- Didymoplexis Griff.
- Diglyphosa Blume
- Dignathe Lindl.
- Dilochia Lindl.
- Dilochiopsis (Hook.f.) Brieger
- Dilomilis Raf.
- Dimerandra Schltr.
- Dimorphorchis Rolfe
- Dinema Lindl.
- Dinklageella Mansf.
- Diothonea Lindl.
- Diphylax Hook.f.
- Diplandrorchis S.C.Chen
- Diplocaulobium (Rchb.f.) Kraenzl.
- Diplocentrum Lindl.
- Diplolabellum F.Maek.
- Diplomeris D.Don
- Diploprora Hook.f.
- Dipodium R.Br.
- Dipteranthus Barb.Rodr.
- Dipterostele Schltr.
- Disa P.J.Bergius
- Discyphus Schltr.
- Disperis Sw.
- Disticholiparis Marg. & Szlach.
- Distylodon Summerh.
- Diteilis Raf.
- Dithyridanthus Garay
- Diuris Sm.
- Dockrillia Briegar
- Dodsonia Ackerman
- Dolichocentrum (Schltr.) Brieger
- Domingoa Schltr.
- Doritis Lindl.
- Doritaenopsis Guillaumin
- Dossinia C.Morren
- Dracontia (Luer) Luer
- Dracula Luer
- Drakaea Lindl.
- Dresslerella Luer
- Dressleria Dodson
- Dryadella Luer
- Dryadorchis Schltr.
- Drymoanthus Nicholls
- Drymoda Lindl.
- Duckeella Porto & Brade
- Dunstervillea Garay
- Dyakia Christenson

### E
- Earina Lindl.
- Eggelingia Summerh.
- Eleorchis Maek.
- Elleanthus C.Presl
- Elongatia (Luer) Luer
- Eloyella P.Ortiz
- Eltroplectris Raf.
- Elythranthera (Endl.) A.S.George
- Embreea Dodson
- Empusa Rich.
- Empusella Luer
- Encheiridion Lindl.
- Encyclia Hook.
- Entomophobia de Vogel
- Eparmatostigma Garay
- Ephippianthus Rchb.f.
- Epibator Luer
- Epiblastus Schltr.
- Epiblema R.Br.
- Epicranthes Blume
- Epidanthus L.O.Williams
- Epidendrum L.
- Epigeneium Gagnep.
- Epilyna Schltr.
- Epipactis Zinn
- Epipogium Borkh.
- Epistephium Kunth
- Eria Lindl.
- Eriaxis Rchb.f.
- Ericksonella Hopper & A.P.Br.
- Eriochilus R.Br.
- Eriodes Rolfe
- Eriopexis (Schltr.) Brieger
- Eriopsis Lindl.
- Erycina Lindl.
- Erythrodes Blume
- Erythrorchis Blume
- Esmeralda Rchb.f.
- Euanthe Jones ex R.Br.
- Eucosia Blume
- Eulophia R.Br. ex Lindl.
- Eulophiella Rolfe
- Euphlebium (Kraenzl.) Brieger
- Euryblema Dressler
- Eurycaulis M.A.Clem. & D.L.Jones
- Eurycentrum Schltr.
- Eurychone Schltr.
- Eurystyles Wawra
- Evotella Kurzweil & H.P.Linder

### F
- Fernandezia Lindl.
- Ferruminaria Garay, Hamer & Siegerist
- Fimbriella Farw. ex Butzin
- Fimbrorchis Szlach.
- Flickingeria A.D.Hawkes
- Frondaria Luer
- Fuertesiella Schltr.
- Funkiella Schltr.

### G
- Galeandra Lindl.
- Galearis Raf.
- Galeola Lour.
- Galeottia A.Rich.
- Galeottiella Schltr.
- Garaya Szlach.
- Gastrochilus Wall.
- Gastrodia R.Br.
- Gastrorchis Thouars
- Gavilea Poepp.
- Geesinkorchis de Vogel
- Gennaria Parl.
- Genoplesium R.Br.
- Genyorchis Schltr.
- Geoblasta Barb.Rodr.
- Geodorum Jacks.
- Glomera Blume
- Glossodia R.Br.
- Glossorhyncha Ridl.
- Gomesa R.Br.
- Gomphichis Lindl.
- Gonatostylis Schltr.
- Gongora Ruiz & Pav.
- Goniochilus M.W.Chase
- Goodyera R.Br.
- Govenia Lindl.

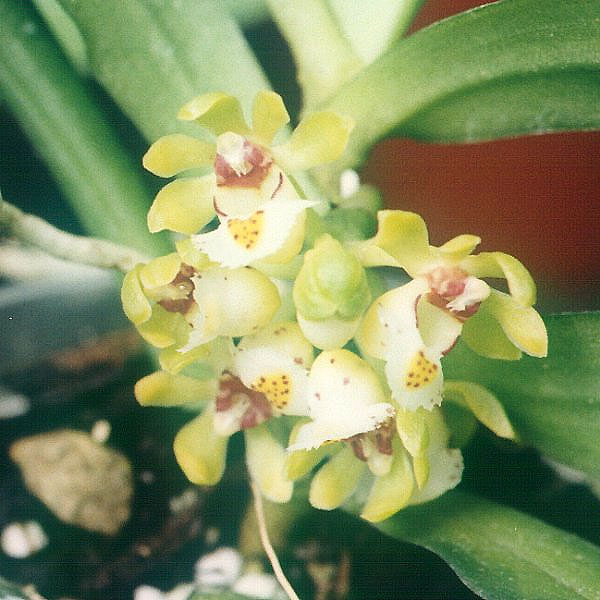
Gastrochilus japonicus

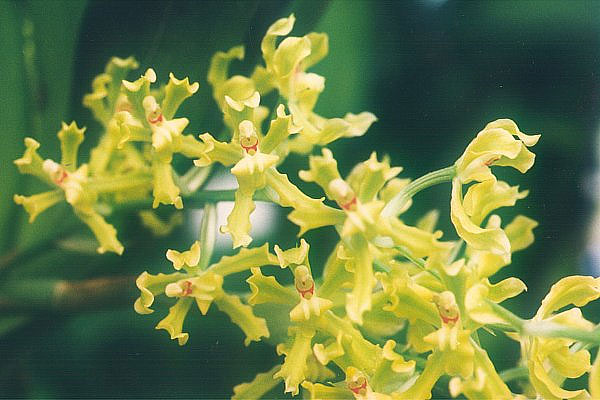
Gomesa crispa

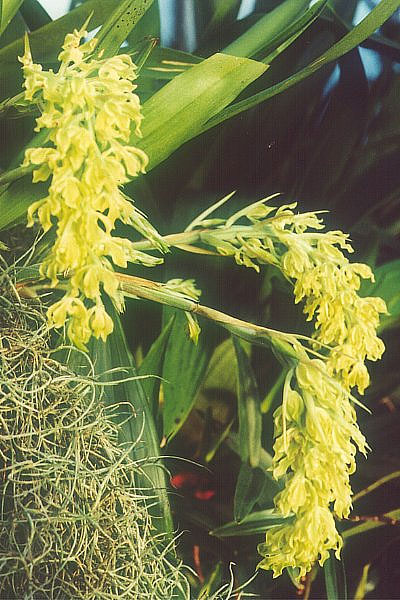
Gomesa recurva

- Gracielanthus R.González & Szlach.
- Grammangis Rchb.f.
- Grammatophyllum Blume
- Graphorkis Thou. Thouars
- Grastidium Blume
- Greenwoodia Burns-Bal.
- Grobya Lindl.
- Grosourdya Rchb.f.
- Guarianthe Dressler & W.E.Higgins
- Gularia Schltr. Garay
- Gunnarella Senghas
- Gunnarorchis Brieger
- Gymnadenia R.Br.
- Gymnadeniopsis Rydb.
- Gymnochilus Blume
- Gynoglottis J.J.Sm.

### H
- Habenaria Willd.
- Hagsatera R.González
- Hammarbya Kuntze
- Hancockia Rolfe
- Hapalochilus (Schltr.) Senghas
- Hapalorchis Schltr.
- Haraella Kudô
- Harrisella Fawc. & Rendle
- Hederorkis Thouars
- Helcia Lindl.
- Helleriella A.D.Hawkes
- Helonoma Garay
- Hemipilia Lindl.
- Herminium L.
- Herpetophytum (Schltr.) Brieger
- Herpysma Lindl.
- Herschelianthe Rauschert
- Hetaeria Endl.
- Heterozeuxine T.Hashim.
- Hexalectris Raf.
- Hexisea Lindl.
- Himantoglossum Spreng.
- Hintonella Ames
- Hippeophyllum Schltr.
- Hirtzia Dodson
- Hispaniella Braem
- Hoehneella Ruschi
- Hoffmannseggella H.G.Jones
- Hofmeisterella Rchb.f.
- Holcoglossum Schltr.
- Holmesia P.J.Cribb
- Holopogon Kom. & Nevski
- Holothrix Rich. ex Lindl.
- Homalopetalum Rolfe
- Horichia Jenny
- Hormidium Lindl. ex Heynh.
- Horvatia Garay
- Houlletia Brongn.
- Huntleya Bateman ex Lindl.
- Huttonaea Harv.
- Hybochilus Schltr.
- Hydrorchis D.L.Jones & M.A.Clem.
- Hygrochilus Pfitzer
- Hylophila Lindl.
- Hymenorchis Schltr.

### I
- Imerinaea Schltr.
- Imerinorchis Szlach.
- Inobulbon Schltr. & Kraenzl.
- Ione Lindl.
- Ionopsis Kunth
- Ipsea Lindl.
- Isabelia Barb.Rodr.
- Ischnocentrum Schltr.
- Ischnogyne Schltr.
- Isochilus R.Br.
- Isotria Raf.
- Ixyophora Dressler

### J
- Jacquiniella Schltr.
- Jejosephia A.N.Rao & Mani
- Jonesiopsis Szlach.
- Jostia Luer
- Jumellea Schltr.

### K
- Kalimpongia Pradhan
- Kaurorchis D.L.Jones & M.A.Clem.
- Kefersteinia Rchb.f.
- Kegeliella Mansf.
- Kerigomnia P.Royen
- Kinetochilus (Schltr.) Brieger
- Kingidium P.F.Hunt
- Kionophyton Garay
- Koellensteinia Rchb.f.
- Konantzia Dodson & N.H.Williams
- Kraenzlinella Kuntze
- Kreodanthus Garay
- Kryptostoma (Summerh.) Geerinck
- Kuhlhasseltia J.J.Sm.

### L

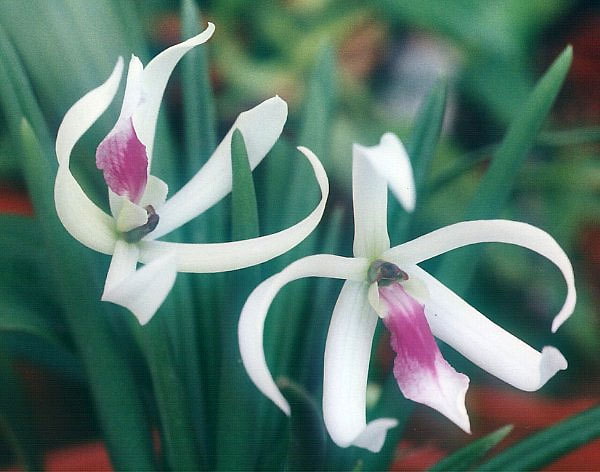
Leptotes bicolor

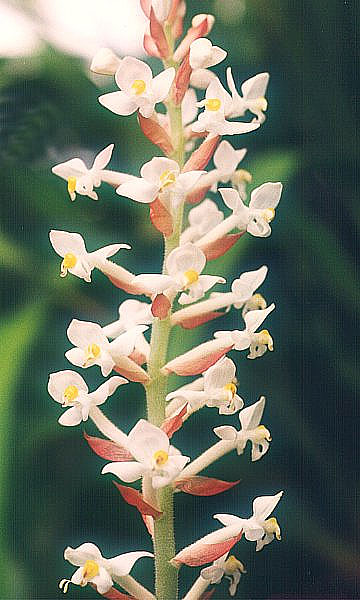
Ludisia discolor

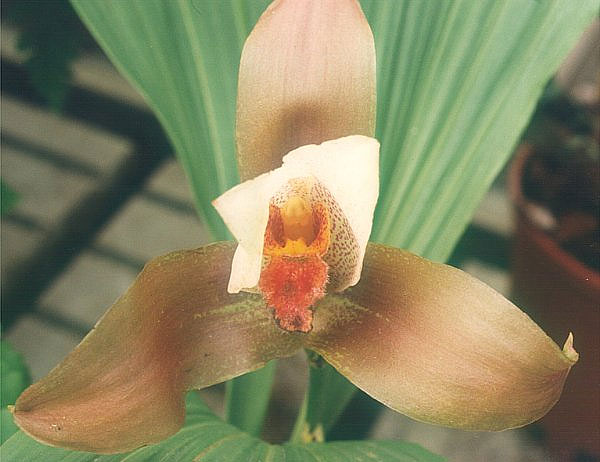
Lycaste Cassiopeia (a cultivar)

- Lacaena Lindl.
- Laelia Lindl.
- Laeliocattleya Rolfe
- Laeliopsis Lindl.
- Lanium (Lindl.) Benth.
- Lankesterella Ames
- Leaoa Schltr. & Porto
- Lecanorchis Blume
- Lemboglossum Halb.
- Lemurella Schltr.
- Lemurorchis Kraenzl.
- Leochilus Knowles & Westc.
- Lepanthes Sw.
- Lepanthopsis (Cogn.) Ames
- Lepidogyne Blume
- Leporella A.S.George
- Leptotes Lindl.
- Lesliea Seidenf.
- Leucohyle Klotzsch
- Ligeophila Garay
- Limodorum Boehm.
- Lindleyalis Luer
- Liparis Rich.
- Listrostachys Rchb.f.
- Lockhartia Hook.
- Loefgrenianthus Hoehne
- Ludisia A.Rich.
- Lueddemannia Linden & Rchb.f.
- Luisia Gaudich.
- Lycaste Lindl.
- Lycomormium Rchb.f.
- Lyperanthus R.Br.
- Lyroglossa Schltr.

### M
- Macodes Lindl.
- Macradenia R.Br.
- Macroclinium Barb.Rodr.
- Macropodanthus L.O.Williams
- Malaxis Sol. ex Sw.
- Malleola J.J.Sm. & Schltr.
- Manniella Rchb.f.
- Margelliantha P.J.Cribb
- Masdevallia Ruiz & Pav.
- Mastigion Garay, Hamer & Siegerist
- Maxillaria Ruiz & Pav.
- Mecopodum D.L.Jones & M.A.Clem.
- Mediocalcar J.J.Sm.
- Megalorchis H.Perrier
- Megalotus Garay
- Megastylis (Schltr.) Schltr.
- Meiracyllium Rchb.f.
- Meliorchis – rodzaj wymarły
- Mendoncella A.D.Hawkes
- Mesadenella Pabst & Garay
- Mesadenus Schltr.
- Mesoglossum Halb.
- Mesospinidium Rchb.f.
- Mexicoa Garay
- Microchilus C.Presl
- Microcoelia Lindl.
- Micropera Lindl.
- Microphytanthe (Schltr.) Brieger
- Microsaccus Blume
- Microtatorchis Schltr.
- Microterangis Senghas
- Microthelys Garay
- Microtis R.Br.
- Miltonia Lindl.
- Miltoniopsis God.-Leb.
- Mischobulbum Schltr.
- Mixis Luer
- Mobilabium Rupp
- Moerenhoutia Blume
- Monadenia Lindl.
- Monanthos (Schltr.) Brieger
- Monomeria Lindl.
- Monophyllorchis Schltr.
- Monosepalum Schltr.
- Mormodes Lindl.
- Mormolyca Fenzl
- Mycaranthes Blume
- Myoxanthus Poepp. & Endl.
- Myrmechila D.L.Jones & M.A.Clem
- Myrmechis Blume
- Myrmecophila Rolfe
- Myrosmodes Rchb.f.
- Mystacidium Lindl.

### N
- Nabaluia Ames
- Nageliella L.O.Williams
- Nematoceras Hook.f.
- Neobathiea Schltr.
- Neobenthamia Rolfe
- Neobolusia Schltr.
- Neoclemensia Carr
- Neocogniauxia Schltr.
- Neodryas Rchb.f.
- Neoescobaria Garay
- Neofinetia Hu
- Neogardneria Schltr. ex Garay
- Neogyna Rchb.f.
- Neomoorea Rolfe
- Neotinea Rchb.f.
- Neottia Guett.
- Neottianthe (Rchb.) Schltr.
- Neowilliamsia Garay
- Nephelaphyllum Blume
- Nephrangis (Schltr.) Summerh.
- Nervilia Comm. ex Gaudich.
- Neuwiedia Blume
- Nidema Britton & Millsp.
- Nigritella Rich.
- Nohawilliamsia M.W.Chase & Whitten
- Nothodoritis Z.H.Tsi
- Nothostele Garay
- Notylia Lindl.

### O
- Oberonia Lindl.
- Octarrhena Thwaites
- Octomeria R.Br.
- Odontochilus Blume
- Odontoglossum Kunth
- Odontorrhynchus M.N.Correa
- Oeceoclades Lindl.
- Oeonia Lindl.
- Oeoniella Schltr.
- Oerstedella Rchb.f.
- Oestlundorchis Szlach.
- Olgasis Raf.
- Oligochaetochilus Szlach.
- Oligophyton H.P.Linder
- Oliveriana Rchb.f.
- Omoea Blume
- Oncidium Sw.
- Ophidion Luer
- Ophrys L.
- Orchipedum Breda
- Orchis Tourn. ex L.
- Oreorchis Lindl.
- Orestias Ridl.
- Orleanesia Barb.Rodr.
- Ornithocephalus Hook.
- Ornithochilus (Lindl.) Wall. ex Benth.
- Ornithophora Barb.Rodr.
- Orthoceras R.Br.
- Osmoglossum Schltr.
- Ossiculum P.J.Cribb & Laan
- Osyricera Blume
- Otochilus Lindl.
- Otoglossum (Schltr.) Garay & Dunst.
- Otostylis Schltr.

### P
- Pabstia Garay Garay
- Pachites Lindl.
- Pachyphyllum Kunth
- Pachyplectron Schltr.
- Pachystele Schltr.
- Pachystoma Blume
- Palmorchis Barb.Rodr.
- Palumbina Rchb.f.
- Panisea (Lindl.) Lindl.
- Pantlingia Prain
- Paphinia Lindl.
- Papilionanthe Schltr.
- Papillilabium Dockrill
- Paphiopedilum Pfitzer
- Papperitzia Rchb.f.
- Papuaea Schltr.
- Paradisanthus Rchb.f.
- Paralophia P.J.Cribb & Hermans (2005) P.J.Cribb & Hermans
- Paraphalaenopsis A.D.Hawkes
- Parapteroceras Aver.
- Pecteilis Raf.
- Pedilochilus Schltr.
- Pedilonum Blume
- Pelatantheria Ridl.
- Pelexia Poit. ex Rich.
- Pennilabium J.J.Sm.
- Peristeranthus T.E.Hunt
- Peristeria Hook.
- Peristylus Blume
- Pescatoria Rchb.f.
- Phaius Lour.
- Phalaenopsis Blume
- Pheladenia D.L.Jones & M.A.Clem.
- Pholidota Lindl.
- Phoringopsis D.L.Jones & M.A.Clem.
- Phragmipedium Rolfe
- Phragmorchis L.O.Williams
- Phreatia Lindl.
- Phymatidium Lindl.
- Physoceras Schltr.
- Physogyne Garay
- Pilophyllum Schltr.
- Pinelia Lindl.
- Piperia Rydb.
- Pityphyllum Schltr.
- Platanthera Rich.
- Platantheroides Szlach.
- Platycoryne Rchb.f.
- Platyglottis L.O.Williams
- Platylepis Kunth
- Platyrhiza Barb.Rodr.
- Platystele Schltr.
- Platythelys Garay
- Plectorrhiza Dockrill
- Plectrelminthus Raf.
- Plectrophora H.Focke
- Pleione D.Don
- Pleurothallis R.Br.
- Pleurothallopsis Porto & Brade
- Plexaure Endl.
- Plocoglottis Blume
- Poaephyllum Ridl.
- Podangis Schltr.
- Podochilus Blume
- Pogonia Juss.
- Pogoniopsis Rchb.f.
- Polycycnis Rchb.f.
- Polyotidium Garay
- Polyradicion Garay
- Polystachya Hook.
- Pomatocalpa Breda, Kuhl & Hasselt
- Ponera Lindl.
- Ponerorchis Rchb.f.
- Ponthieva R.Br.
- Porolabium Tang & F.T.Wang
- Porpax Salisb.
- Porphyrodesme Schltr.
- Porphyroglottis Ridl.
- Porphyrostachys Rchb.f.
- Porroglossum Schltr.
- Porrorhachis Garay
- Potosia (Schltr.) R.González & Szlach. ex Mytnik
- Prasophyllum R.Br.
- Prescottia Lindl.
- Pristiglottis Cretz. & J.J.Sm.
- Proctoria Luer
- Promenaea Lindl.
- Prosthechea Knowles & Westc.
- Pseudacoridium Ames
- Pseuderia Schltr.
- Pseudocentrum Lindl.
- Pseudocranichis Garay
- Pseudoeurystyles Hoehne
- Pseudogoodyera Schltr.
- Pseudolaelia Porto & Brade
- Pseudorchis Gray
- Pseudovanilla Garay
- Psilochilus Barb.Rodr.
- Psychilis Raf.
- Psychopsiella Lückel & Braem
- Psychopsis Raf.
- Psygmorchis Dodson & Dressler
- Pterichis Lindl.
- Pteroceras Hasselt ex Hassk.
- Pteroglossa Schltr.
- Pteroglossaspis Rchb.f.
- Pterostemma Kraenzl.
- Pterostylis R.Br.
- Pterygodium Sw.
- Pygmaeorchis Brade
- Pyrorchis D.L.Jones & M.A.Clem.

### Q
- Quekettia Lindl.
- Quisqueya Dod

### R
- Rangaeris (Schltr.) Summerh.
- Rauhiella Pabst & Braga
- Raycadenco Dodson
- Reichenbachanthus Barb.Rodr.
- Renanthera Lour. Lour.
- Renantherella Ridl.
- Restrepia Kunth
- Restrepiella Garay & Dunst
- Restrepiopsis Luer
- Rhaesteria Summerh.
- Rhamphorhynchus Garay
- Rhinerrhiza Rupp
- Rhipidorchis D.L.Jones & M.A.Clem.
- Rhipidoglossum Schltr.
- Rhizanthella R.S.Rogers
- Rhynchogyna Seidenf. & Garay
- Rhyncholaelia Schltr.
- Rhynchophreatia (Schltr.) Schltr.
- Rhynchostele Rchb.f.
- Rhynchostylis Blume
- Rhytionanthos Garay, Hamer & Siegerist
- Ridleyella Schltr.
- Rimacola Rupp
- Risleya King & Pantl.
- Robiquetia Gaudich.
- Rodriguezia Ruiz & Pav. Ruiz & Pav.
- Rodrigueziella Kuntze
- Rodrigueziopsis Schltr.
- Roezliella Schltr.
- Roeperocharis Rchb.f.
- Rossioglossum (Schltr.) Garay & G.C.Kenn.
- Rubellia (Luer) Luer
- Rudolfiella Hoehne
- Rusbyella Rolfe

### S
- Saccoglossum Schltr.
- Saccolabiopsis J.J.Sm.
- Saccolabium Blume
- Sacoila Raf.
- Salacistis Rchb.f.
- Salpistele Dressler
- Sanderella Kuntze
- Sarcanthopsis Garay
- Sarcochilus R.Br.
- Sarcoglottis C.Presl
- Sarcoglyphis Garay
- Sarcophyton Garay
- Sarcorhynchus Schltr.
- Sarcostoma Blume
- Satyridium Lindl.
- Satyrium L.
- Saundersia Rchb.f.
- Sauroglossum Lindl.
- Scaphosepalum Pfitzer
- Scaphyglottis Poepp. & Endl.
- Scelochiloides Dodson & M.W.Chase
- Scelochilus Klotzsch
- Schiedeella Schltr.
- Schistotylus Dockrill
- Schizochilus Sond.
- Schizodium Lindl.
- Schlimmia Planch. & Linden
- Schoenorchis Reinw. ex Blume
- Schomburgkia Lindl.
- Schwartzkopffia Kraenzl.
- Scuticaria Lindl.
- Sedirea Garay & H.R.Sweet
- Seidenfadenia Garay
- Seidenfia Szlach.
- Sepalosiphon Schltr.
- Serapias L.
- Sertifera Lindl. ex Rchb.f.
- Sievekingia Rchb.f.
- Sigmatostalix Rchb.f.
- Silvorchis J.J.Sm.
- Sinorchis S.C.Chen
- Sirhookera Kuntze
- Skeptrostachys Garay
- Smithorchis Tang & F.T.Wang
- Smithsonia C.J.Saldanha
- Smitinandia Holttum
- Sobennikoffia Schltr.
- Sobralia Ruiz & Pav.
- Solenangis Schltr.
- Solenidiopsis Senghas
- Solenidium Lindl.
- Solenocentrum Schltr.
- Sophronitella Schltr.
- Sophronitis Lindl.
- Soterosanthus F.Lehm. ex Jenny
- Spathoglottis Blume
- Specklinia Lindl. (1830) Lindl.
- Sphyrarhynchus Mansf.
- Sphyrastylis Schltr.
- Spiculaea Lindl.
- Spilotantha Luer

- Spiranthes Rich.
- Stalkya Garay
- Stanhopea J.Frost ex Hook.
- Staurochilus Ridl.
- Stelis Sw.
- Stellilabium Schltr.
- Stenia Lindl.
- Stenocoryne Lindl.
- Stenoglottis Lindl.
- Stenoptera C.Presl
- Stenorrhynchos Rich. ex Spreng.
- Stephanothelys Garay
- Stereochilus Lindl.
- Stereosandra Blume
- Steveniella Schltr.
- Stictophyllum Dodson & M.W.Chase
- Stigmatosema Garay
- Stolzia Schltr.
- Suarezia Dodson
- Summerhayesia P.J.Cribb
- Sunipia Lindl.
- Sutrina Lindl.
- Svenkoeltzia Burns-Bal.
- Symphyglossum Schltr.

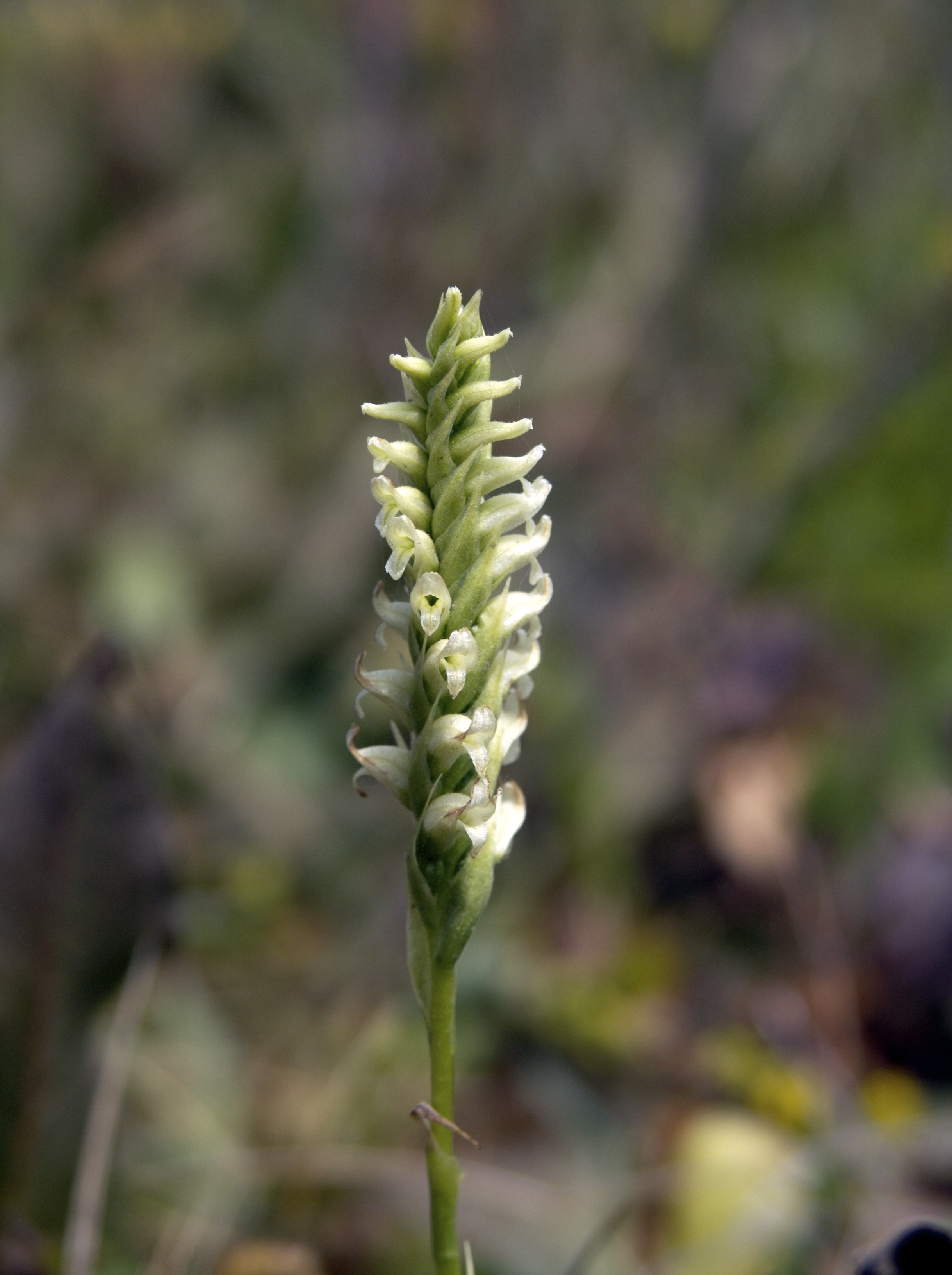
Spiranthes romanzoffiana

- Synanthes Burns-Bal., H.Rob. & Merc.S.Foster
- Synarmosepalum Garay, Hamer & Siegerist
- Systeloglossum Schltr.

### T
- Taeniophyllum Blume
- Taeniorrhiza Summerh.
- Tainia Blume
- Talpinaria H.Karst.
- Tangtsinia S.C.Chen
- Tapeinoglossum Schltr.
- Taprobanea Christenson
- Teagueia (Luer) Luer
- Telipogon Kunth
- Tetragamestus Garay
- Tetramicra Garay
- Teuscheria Seidenf.
- Thaia Seidenf.
- Thecopus Seidenf.
- Thecostele Rchb.f.
- Thelasis Blume
- Thelychiton Endl.
- Thelymitra J.R.Forst. & G.Forst.
- Thelyschista Garay
- Thrixspermum Lour.
- Thulinia P.J.Cribb
- Thunia Rchb.f.
- Thysanoglossa Porto & Brade
- Ticoglossum Lucas Rodr. ex Halb.
- Tipularia Nutt.
- Tolumnia Raf.
- Tomzanonia Nir
- Townsonia Cheeseman
- Trachyrhizum (Schltr.) Brieger
- Traunsteinera Rchb.
- Trevoria Lindl.
- Trias Lindl.
- Tribulago Luer
- Triceratorhynchus Summerh.
- Trichocentrum Poepp. & Endl.
- Trichoceros Kunth
- Trichoglottis Blume
- Trichopilia Lindl.
- Trichosalpinx Luer
- Trichosma Lindl.
- Trichotosia Blume
- Tridactyle Schltr.
- Trigonidium Lindl.
- Triphora Nutt.
- Trisetella Leur
- Trizeuxis Lindl.
- Tropidia Lindl.
- Trudelia Garay
- Tsaiorchis Tang & F.T.Wang
- Tuberolabium Yamam.
- Tubilabium J.J.Sm.
- Tulotis Raf.
- Tylostigma Schltr.

### U
- Uleiorchis Hoehne
- Uncifera Lindl.
- Unciferia (Luer) Luer
- Urostachya (Lindl.) Brieger

### V
- Vanda Jones ex R.Br.
- Vandopsis Pfitzer
- Vanilla Plum. ex Mill.
- Vargasiella C.Schweinf.
- Vasqueziella Dodson
- Ventricularia Garay
- Vesicisepalum (J.J.Sm.) Garay, Hamer & Siegerist
- Vexillabium F.Maek.
- Vrydagzynea Blume
- ×Vuylstekeara (hybryda Cochlioda × Miltonia × Odontoglossum)

### W
- Wallnoeferia Szlach.
- Warmingia Rchb.f.
- Warrea Lindl.
- Warreella Schltr.
- Warreopsis Garay
- Warscaea Szlach.
- Winika M.A.Clem., D.L.Jones & Molloy
- Wullschlaegelia Rchb.f.

### X
- Xenikophyton Garay
- Xenosia Leur
- Xerorchis Schltr.
- Xiphosium Griff.
- Xylobium Lindl.

### Y
- Yoania Maxim.
- Ypsilopus Summerh.
- Ypsilorchis Z.J.Liu, S.C.Chen & L.J.Chen

### Z
- Zelenkoa M.W.Chase & N.H.Williams
- Zeuxine Lindl.
- Zhukowskia Szlach., R.González & Rutk.
- Zootrophion Luer
- Zygopetalum Hook.
- Zygosepalum Rchb.f.
- Zygostates Lindl.

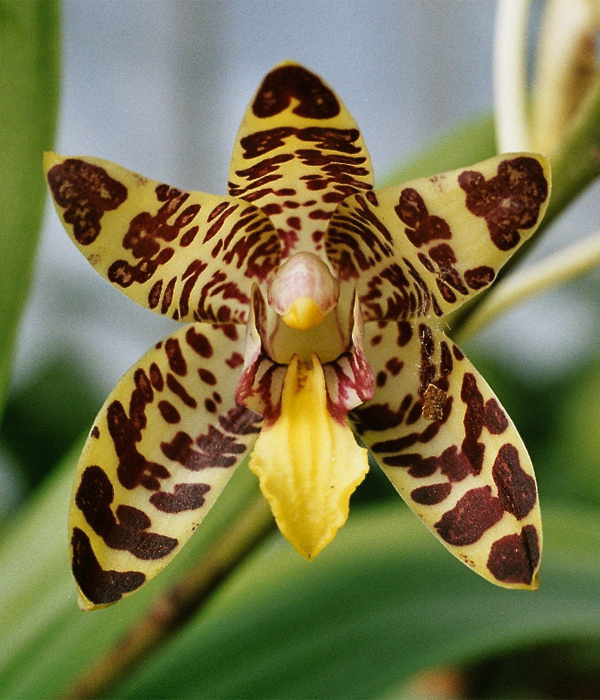
Ansellia gigantea nilotica
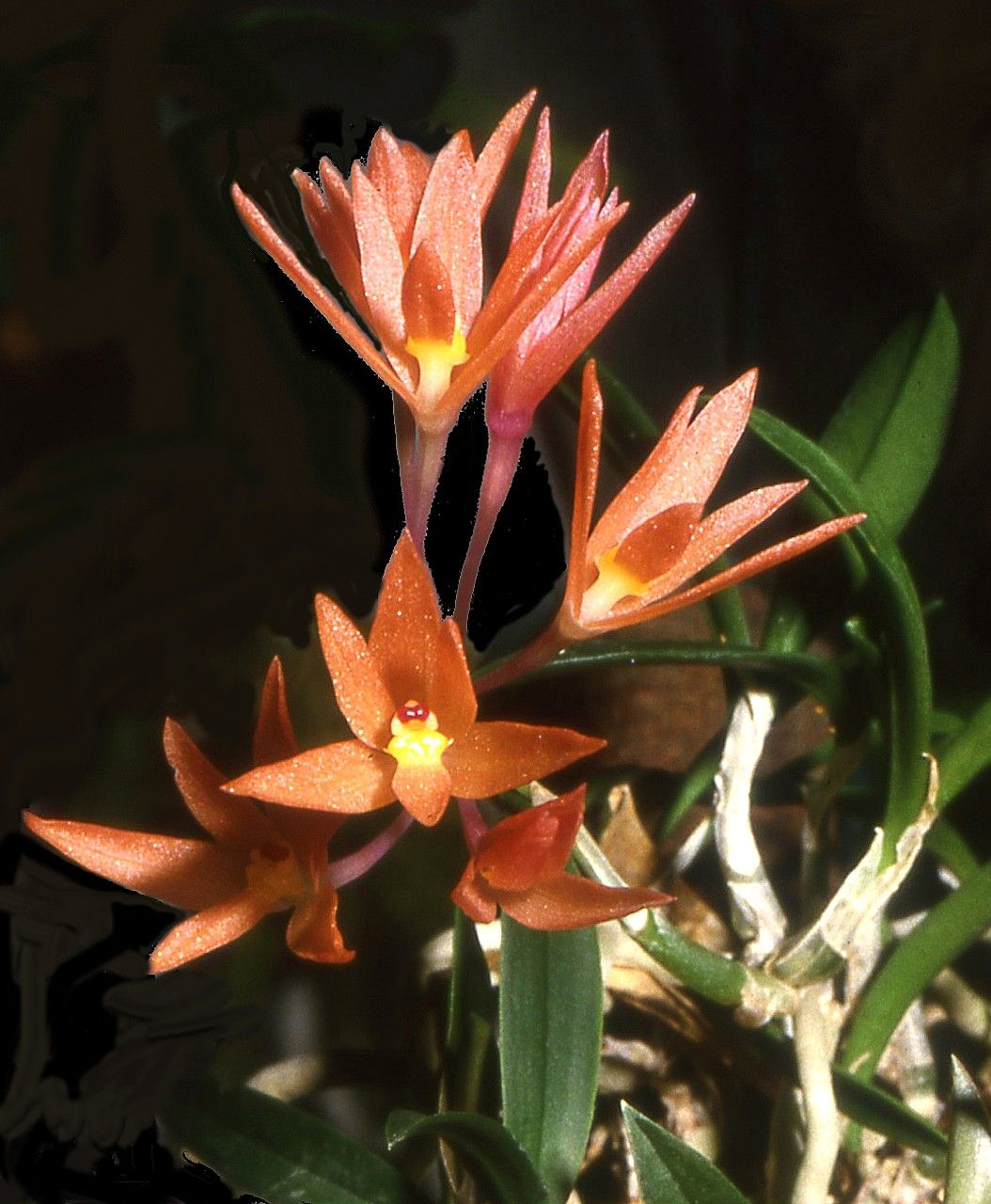
Alamania punicea
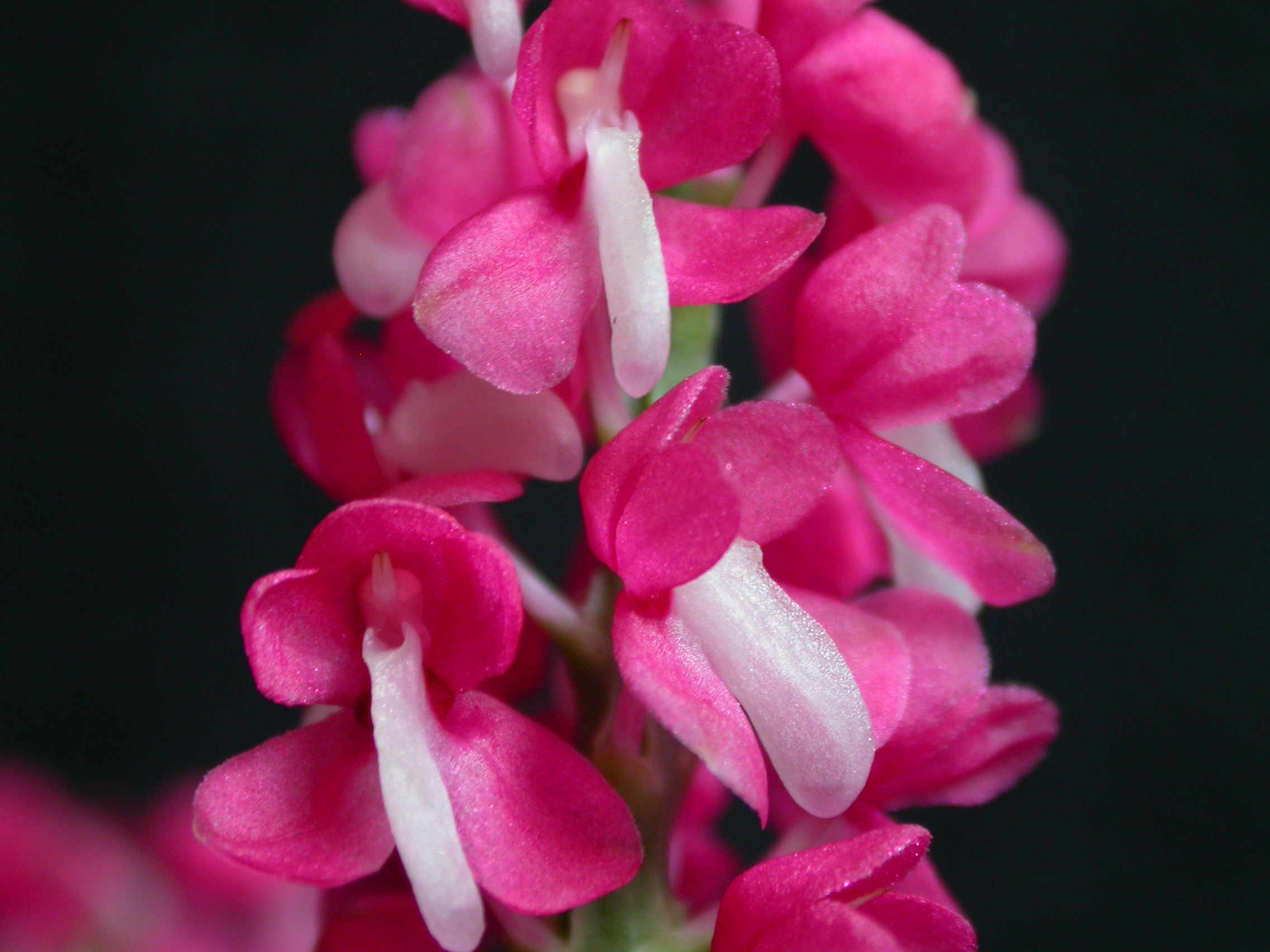
Dyakia hendersoniana
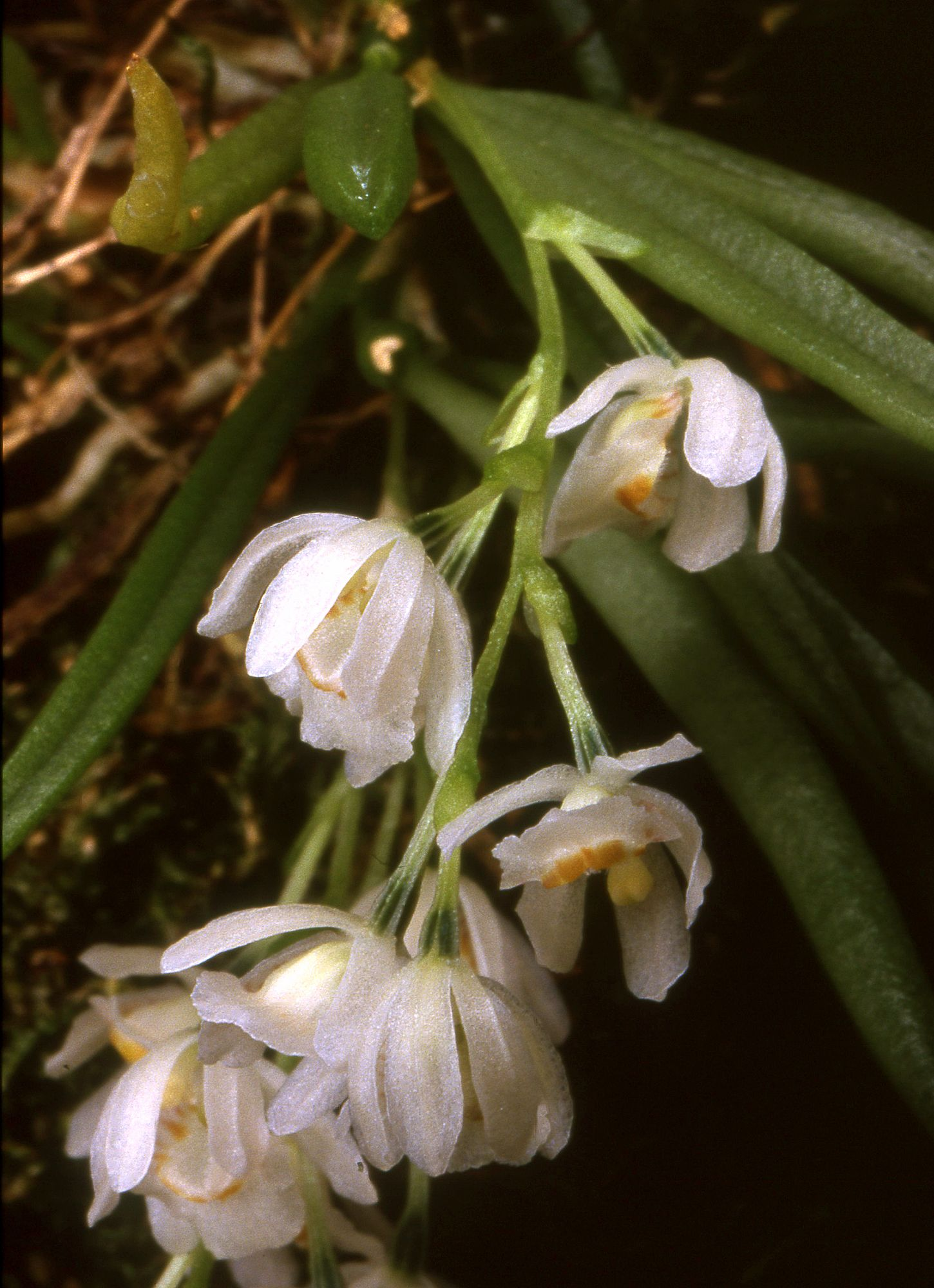
Hintonella mexicana
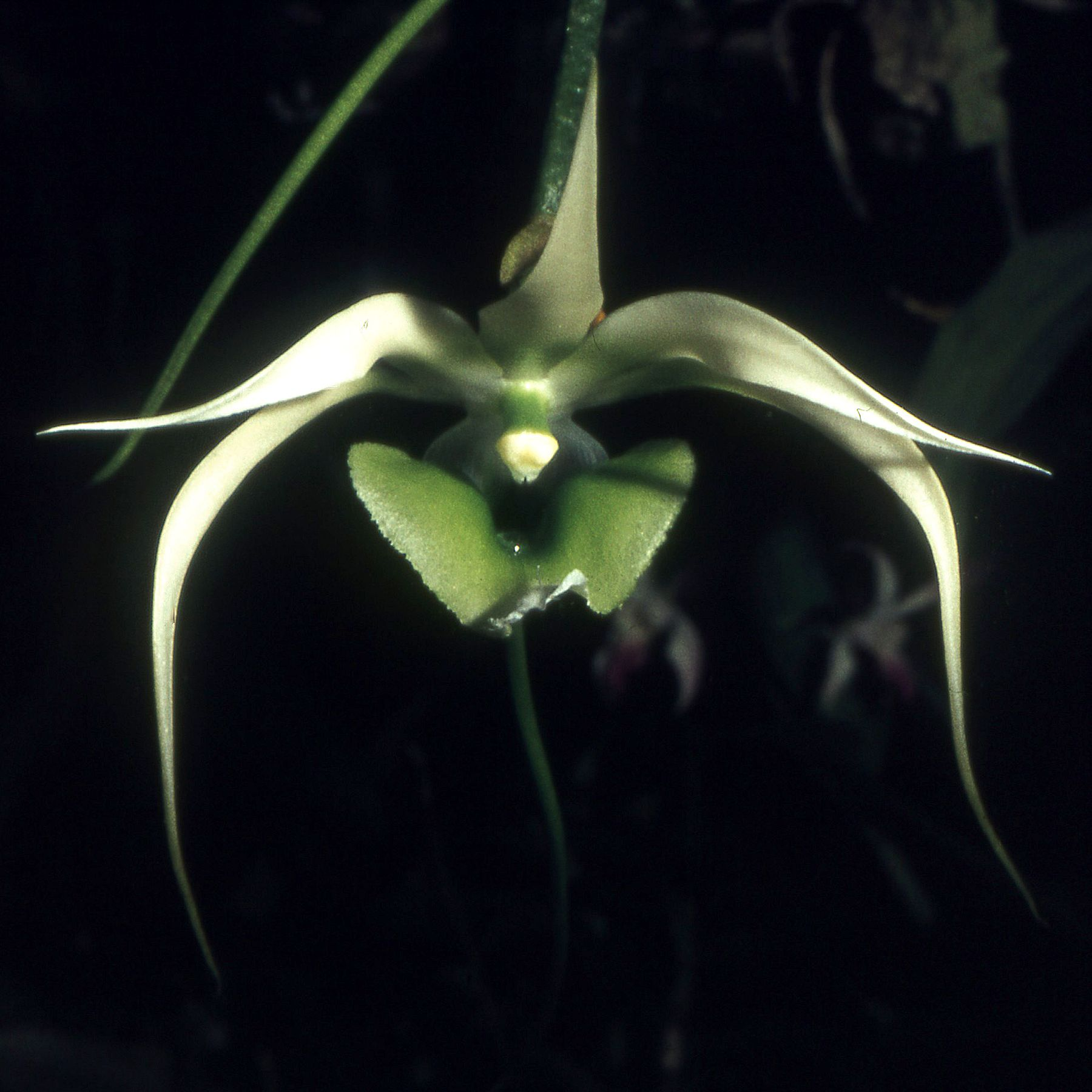
Erasanthe henrici
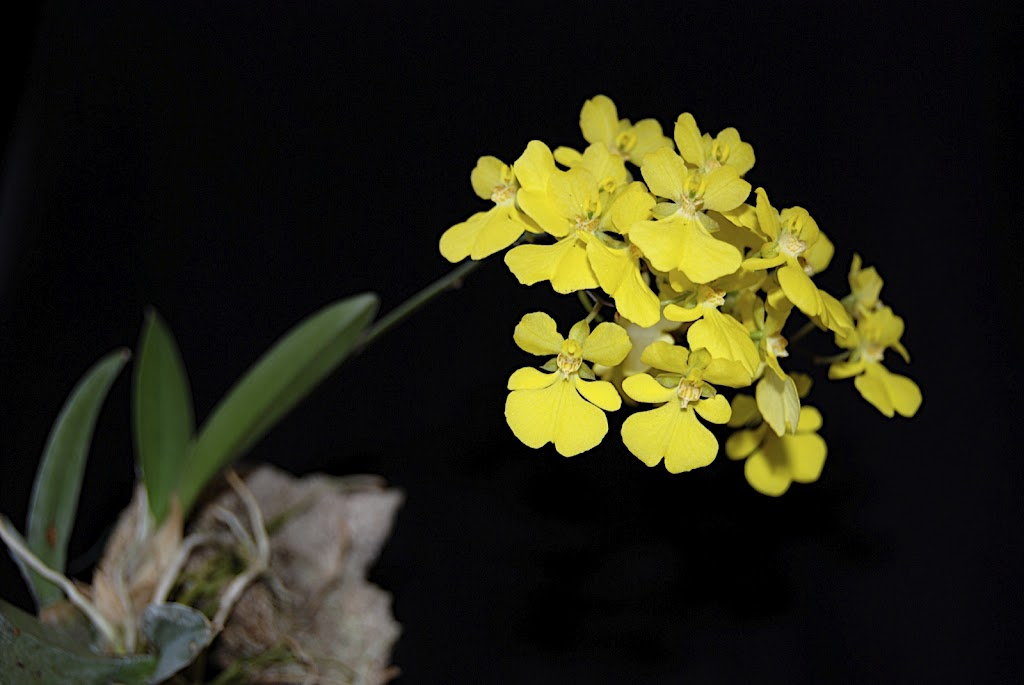
Zelenko onusta
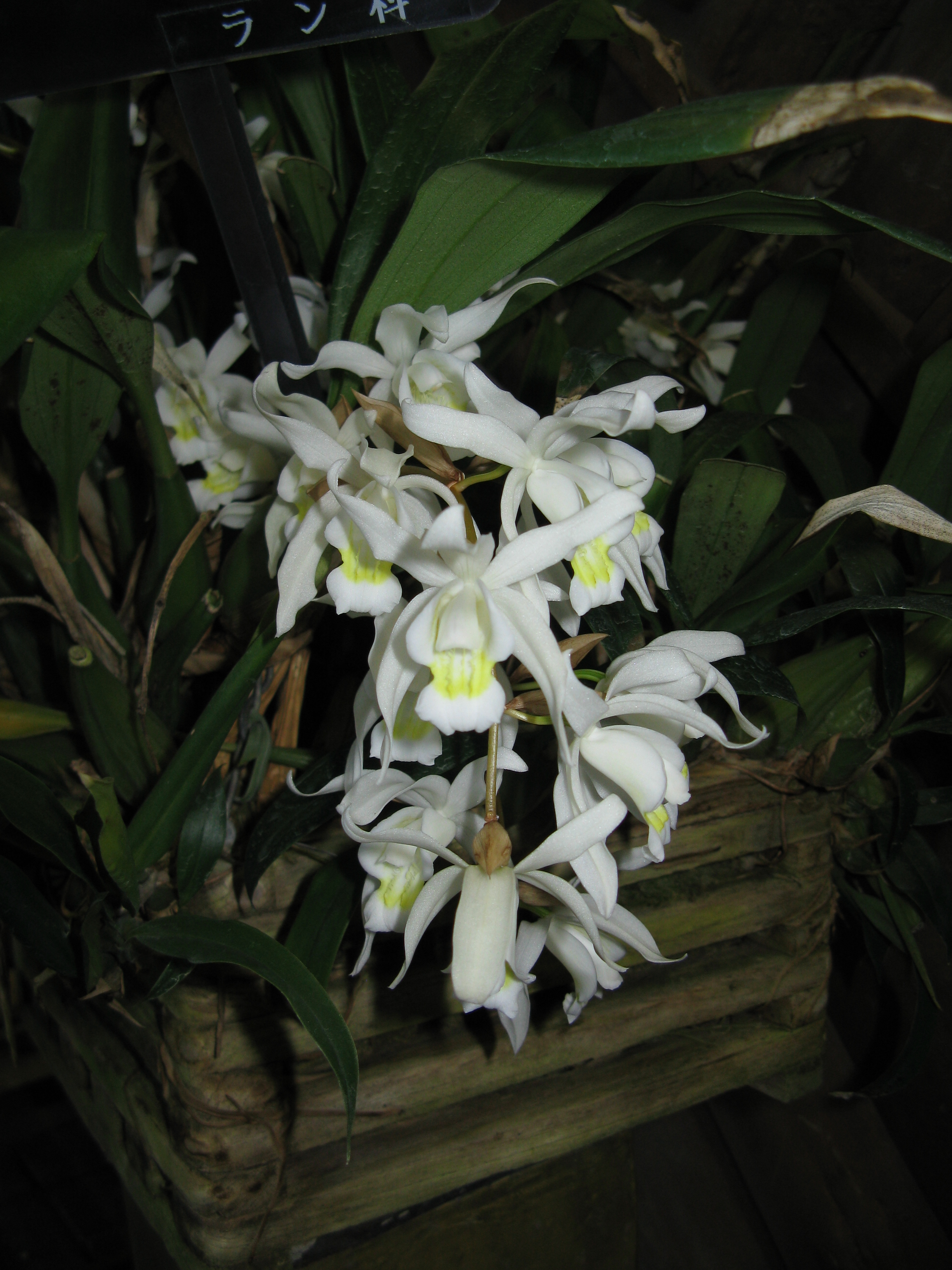
Coelogyne
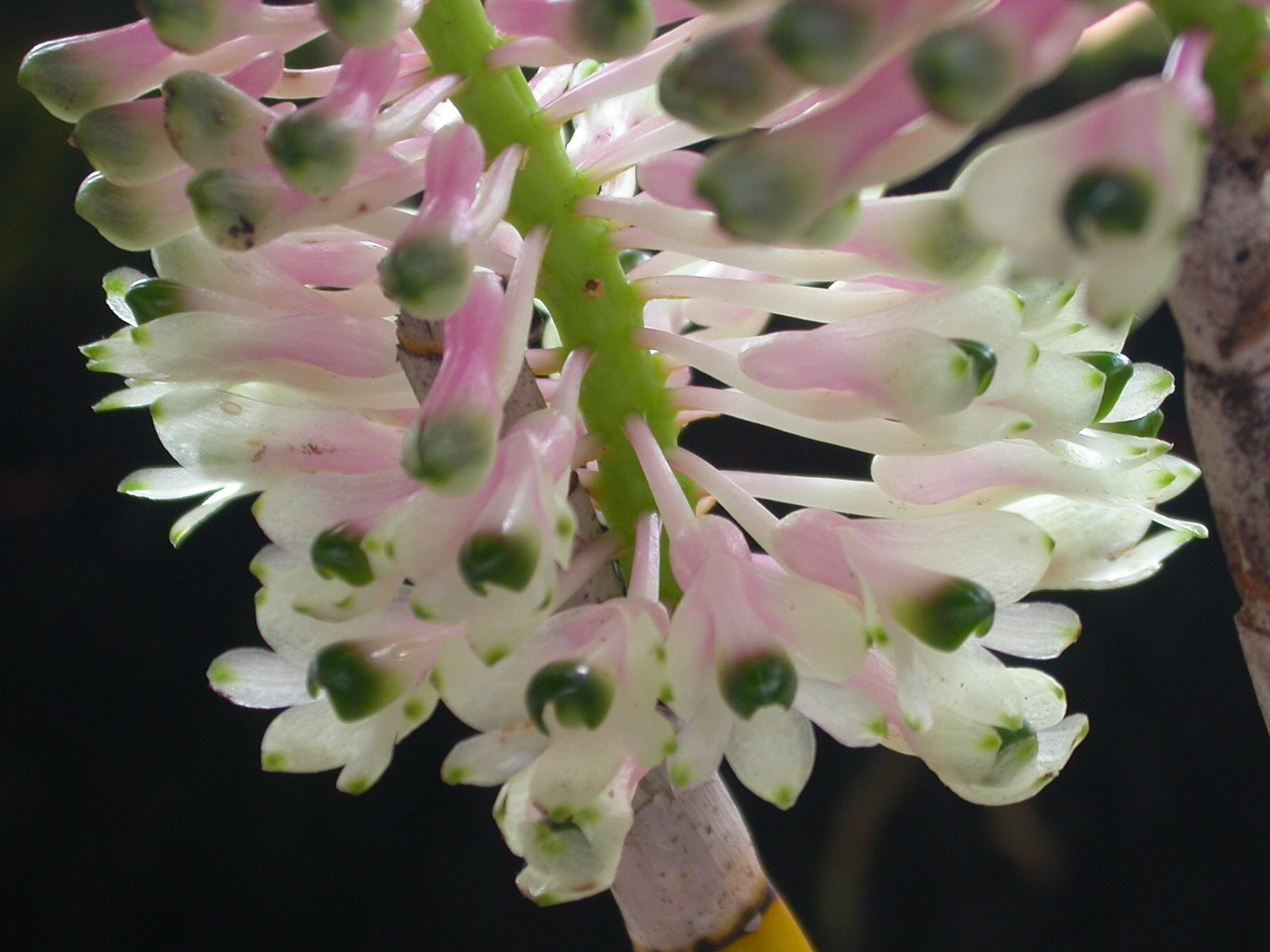
Coelandria smillieae
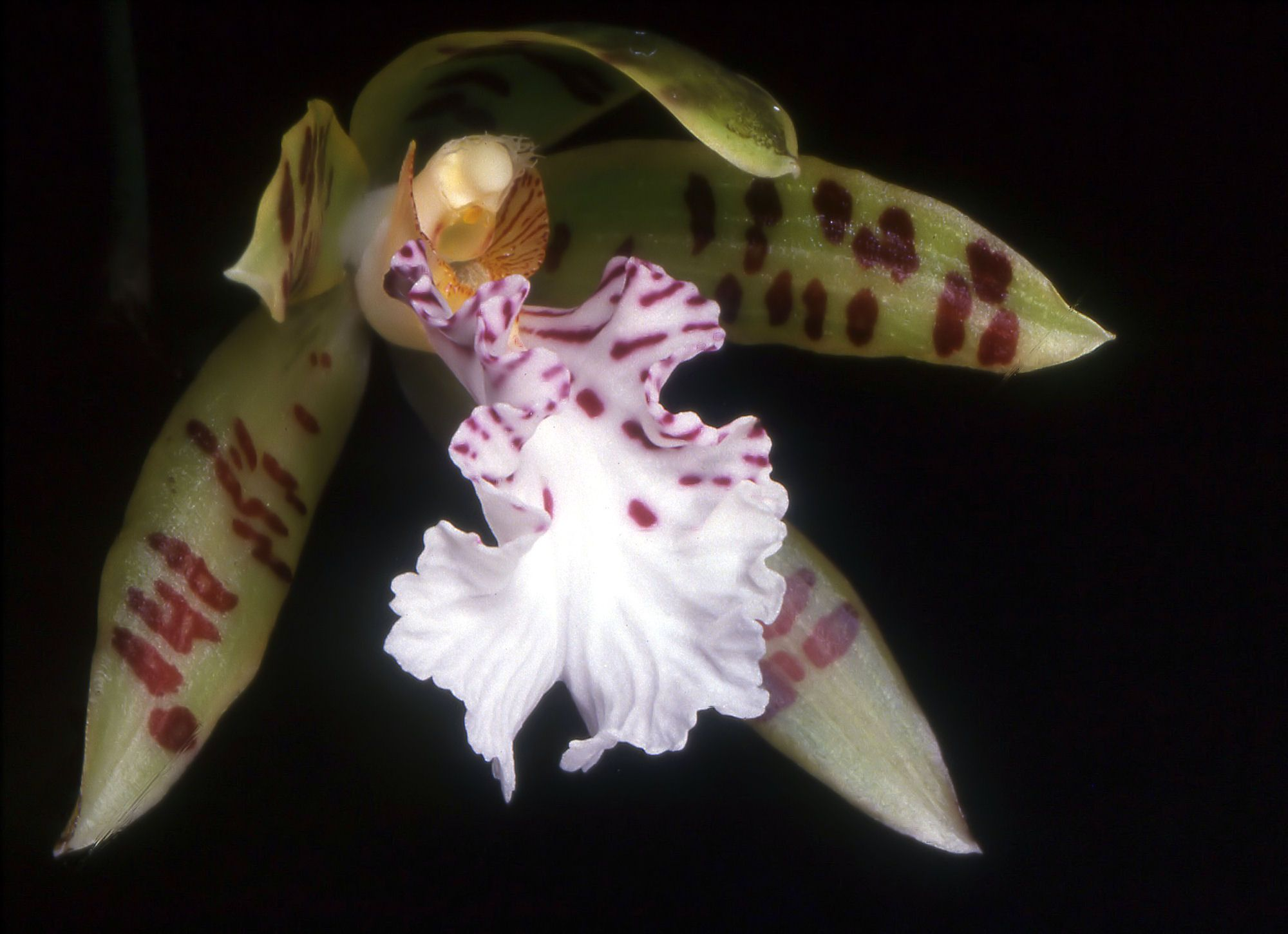
Helcia sanguinolenta
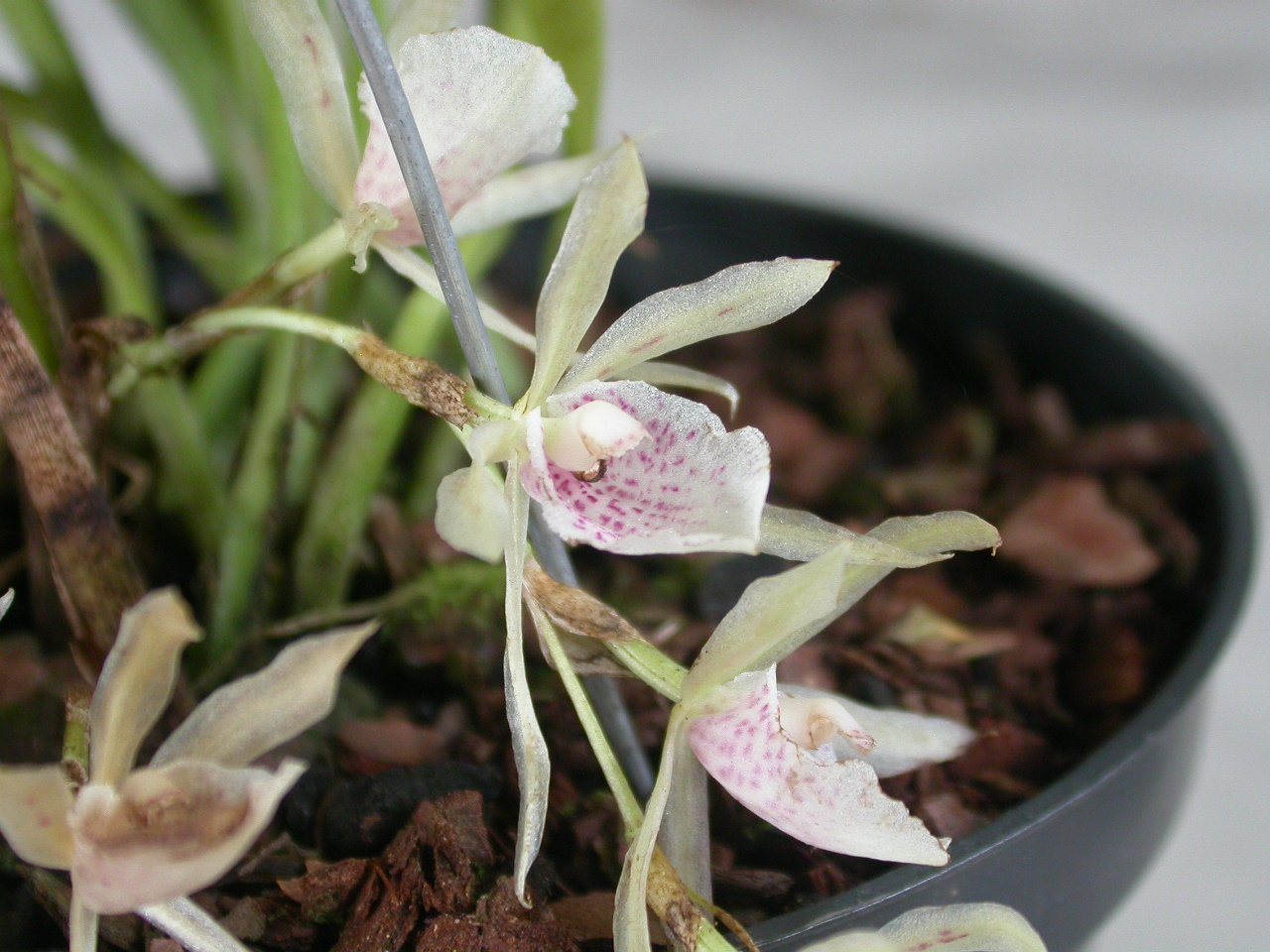
Trichopilia brasiliensis